# Фуша-Чидън
Фуша-Чидън (на албански: Fushë-Çidhën) е село в Албания, част от община Дебър, административна област Дебър.

## География
Селото е разположено в историко-географската област Долни Дебър по долината на Черни Дрин в западното подножие на Кораб.

## История
След Балканската война в 1913 година селото попада в новосъздадена Албания.
До 2015 година селото е част от община Фуша-Чидън.